# Ugíjar
Ugíjar er en by og kommune i det sydøstlige Spanien i provinsen Granada. Den har et indbyggertal på 2.561 (2024) indbyggere.